# Sung trổ
Sung trổ (danh pháp khoa hoc: Ficus variegata) là loài thực vật thuộc họ Dâu tằm. Cây gỗ lớn thường xanh quanh năm, phân bổ cả lục địa và các đảo thuộc khu vực châu Á - Thái Bình Dương.

## Phân loại
Loài này được Carl Ludwig Blume mô tả vào năm 1825. Năm 1965, E. J. H. Corner đã nâng loài này lên bằng cách đặt một số loài Ficus khác đồng nghĩa với chúng. Năm loài được liệt kê bao gồm: F. variegata var. variegata phân bố trên mọi phạm vi các loài; F. variegata var. chlorocarpa từ Hoa Nam, đảo Hải Nam và Thái Lan; F. variegata var. garciae phân bố ở quần đảo Thái Bình Dương (quần đảo Ryukyu, Đài Loan và Philippines); F. variegata var. ilangoides ở Luzon và phía bắc của Borneo và F. variegata var. sycomoroides ở Philippines và Borneo. Gần đây, tất cả các loài trên đã được đồng nghĩa với Ficus varigata.